# Kümmernitztal
Kümmernitztal ist eine Gemeinde im Landkreis Prignitz in Brandenburg. Sie wird vom Amt Meyenburg mit Sitz in der Stadt Meyenburg verwaltet.

## Geografie
Die Kümmernitz durchfließt in Kümmernitztal einen Stausee südwestlich in Richtung Dömnitz.

## Gemeindegliederung
Zur Gemeinde Kümmernitztal gehören folgende Ortsteile:
- Buckow
- Grabow
- Preddöhl mit dem bewohnten Gemeindeteil Felsenhagen

Hinzu kommt der Wohnplatz Ausbau.

## Geschichte
Buckow, Grabow und Preddöhl gehörten seit 1817 zum Kreis Ostprignitz in der Provinz Brandenburg und ab 1952 zum Kreis Pritzwalk im DDR-Bezirk Potsdam. Seit 1993 liegen die Orte im brandenburgischen Landkreis Prignitz.
Die heutige Gemeinde entstand am 31. Dezember 2001 aus dem freiwilligen Zusammenschluss der bis dahin selbstständigen Gemeinden Grabow-Buckow und Preddöhl.

### Grabow
Die erste urkundliche Erwähnung des Ortes stammt aus dem Jahr 1488. Die 1860 erbaute Kirche ist ein neugotischer Feldsteinbau. Am 18. August 1962 wurden die Orte Grabow und Buckow zur Gemeinde Grabow-Buckow zusammengefasst. 1961 fanden sich auf einem Feld in Grabow eine Steinaxt aus der Steinzeit und ein Jahr später Urnen beim Bau einer Straße. Somit ist eine frühe Besiedlung der Gemarkung nachgewiesen worden.

### Preddöhl
Der Ort wurde 1318 erstmals urkundlich als „Predule“ erwähnt und entstand als Angerdorf. Es wurden Spuren einer ehemaligen Burg auf einem Gehöft gefunden.

## Bevölkerungsentwicklung
| Jahr | Grabow-Buckow | Preddöhl |      | Jahr | Kümmernitztal |      | Jahr | Kümmernitztal |
| ---- | ------------- | -------- | ---- | ---- | ------------- | ---- | ---- | ------------- |
| 1964 | 420           | 366      | 2001 | 424  |               | 2020 | 377  |               |
| 1981 | 264           | 228      | 2005 | 402  |               | 2021 | 368  |               |
| 1990 | 249           | 205      | 2010 | 368  |               | 2022 | 373  |               |
| 1995 | 228           | 206      | 2015 | 371  |               | 2023 | 377  |               |
| 2000 | 201           | 225      |      |      |               | 2024 | 354  |               |
|      |               |          |      |      |               |      |      |               |

Gebietsstand des jeweiligen Jahres, Einwohnerzahl: Stand 31. Dezember (ab 1991), ab 2011 auf Basis des Zensus 2011, seit 2022 auf Basis des Zensus 2022

## Politik

### Gemeindevertretung
Die Gemeindevertretung von Kümmernitztal besteht aus acht Gemeindevertretern und dem ehrenamtlichen Bürgermeister. Die Kommunalwahl am 26. Mai 2019 führte zu folgendem Ergebnis:
| Wählergruppe                 | Stimmenanteil | Sitze |
| ---------------------------- | ------------- | ----- |
| Pro Kümmernitztal            | 47,0 %        | 4     |
| Freie Wähler Kümmernitztal   | 39,8 %        | 3     |
| Einzelbewerber Eckhard Haack | 13,3 %        | 1     |

### Bürgermeister
- 2003–2014: Ute Rossner[9]
- seit 2014: Steffen Sadowski[10]

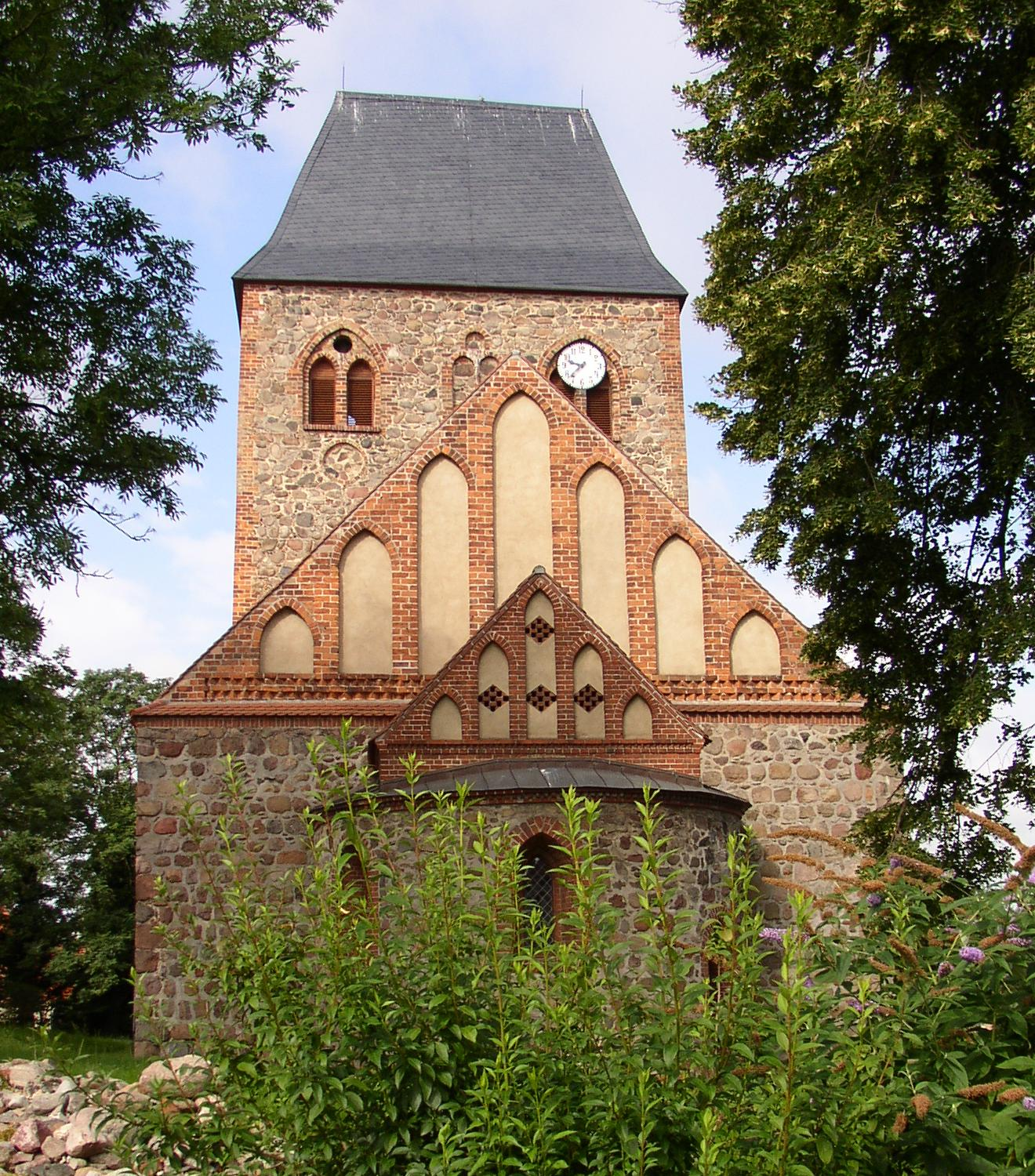
Kirche in Preddöhl

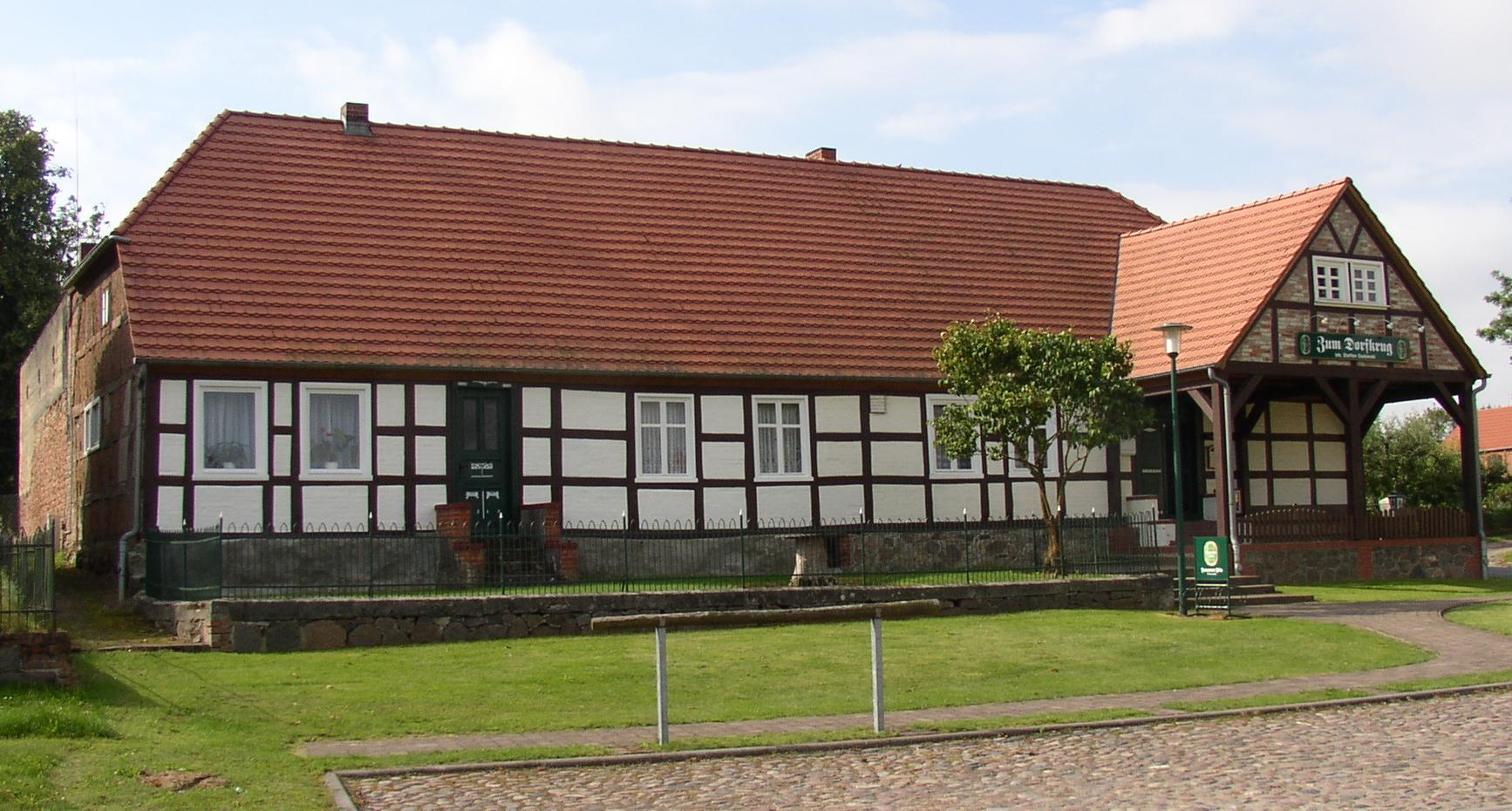
Vorlaubenhaus in Preddöhl

Sadowski wurde in der Bürgermeisterwahl am 9. Juni 2024 ohne Gegenkandidat mit 70,3 % der gültigen Stimmen für eine weitere Amtszeit von fünf Jahren wiedergewählt.

## Sehenswürdigkeiten
In der Liste der Baudenkmale in Kümmernitztal stehen die in der Denkmalliste des Landes Brandenburgs eingetragenen Baudenkmale:
- Wehrkirche in Preddöhl
- Vorlaubenhaus in Preddöhl (denkmalgeschützt)
- Kirche Grabow

## Verkehr
Kümmernitztal liegt an der Landesstraße L 155 zwischen Pritzwalk und Halenbeck-Rohlsdorf. Durch das Gemeindegebiet verläuft die Autobahn A 24 Berlin–Hamburg, die über die Anschlussstelle Meyenburg etwa vier Kilometer östlich an der Bundesstraße 103 erreichbar ist.

## Persönlichkeiten
- Richard Mildenstrey (1884–1956), Politiker (KPD, SED), Abgeordneter des sächsischen Landtags, in Buckow geboren